# Prenume
Prenumele este definit în dicționarul explicativ al limbii române ca:  Nume care se dă unui om la naștere și care distinge pe fiecare dintre membrii aceleiași familii; nume de botez..
Un prenume specifică și diferențiază între membrii unui grup de indivizi, în special o familie, ai cărei membri, în general, au același nume de familie.
Prenumele poate fi un singur nume, sau mai multe nume (celelalte nume în general cunoscute ca nume mijlocii). În cazuri informale, persoanele sunt identificate doar cu prenumele.
În general, prenumele este dat unui copil la timpul nașterii, deși de multe ori este planificat înaintea nașterii. În majoritatea juridiscțiilor, prenumele la naștere este înregistrat pe certificatul de naștere sau echivalentul acestui document. În câteva jurisdicții, precum Franța și Quebec, funcționarul al cărui rol este să înregistreze nașterea poate refuza părinților să numească copilul lor cu un prenume care poate să îi cauzeze probleme (de exemplu, un nume obscen sau jignitor).
În majoritatea țărilor europene, prenumele se plasează înaintea numelui de familie, dar există excepții. De exemplu, în Ungaria, numele de familie este plasat tradițional înaintea prenumelui. Alte culturi - de exemplu, cea chineză și vietnameză - de asemenea plasează prenumele, sau numele dat de părinți, după numele familiei. Practica de a plasa numele de familie înaintea prenumelui în aceste culturi este considerat o manifestare a importanței familiale în comparație cu conceptul de individualism. 